# Goravigondanahalli, Hosadurga
Goravigondanahalli là một làng thuộc tehsil Hosadurga, huyện Chitradurga, bang Karnataka, Ấn Độ.